# 森特 (科罗拉多州)
森特（英語：Center），是美国科罗拉多州里奥格兰德县下属的一座城市。建市于1907年1月18日，面积大约为0.826平方英里（2.14平方公里）。根据2010年美国人口普查，该市有人口2,230人。2011年估计该市有人口2,279人，相比2010年人口增长率为2.20%。同时，论人口该市是科罗拉多州第110大城市。